# Llista de topònims de Nalec
Llista de topònims (noms propis de lloc) del municipi de Nalec, a l'Urgell
Informació actualitzada per un bot. Els canvis manuals es perdran quan s'actualitzi!

## molí d'aigua
| imatge | Nom               | Ubicat a | instància de | Detalls                     | coordenades                                          | Protecció                                  | Commons (més fotos) | Dades a WD                    |
| ------ | ----------------- | -------- | ------------ | --------------------------- | ---------------------------------------------------- | ------------------------------------------ | ------------------- | ----------------------------- |
|        | Molí de Nalec     | Nalec    | molí d'aigua | Estil: arquitectura popular | 41° 33′ 46″ N, 1° 06′ 23″ E / 41.562706°N,1.106375°E | bé integrant del patrimoni cultural català | Molí de Nalec       | Modifica les dades a Wikidata |
|        | Molí de l'Arrufat | Nalec    | molí d'aigua | Estil: arquitectura popular |                                                      | bé integrant del patrimoni cultural català | Molí de l'Arrufat   | Modifica les dades a Wikidata |
|        | Molí del Casanova | Nalec    | molí d'aigua |                             | 41° 33′ 52″ N, 1° 06′ 45″ E / 41.5645°N,1.11246°E    |                                            |                     | Modifica les dades a Wikidata |

## muntanya
| imatge | Nom             | Ubicat a                    | instància de | Detalls | coordenades                                                         | Protecció | Commons (més fotos) | Dades a WD                    |
| ------ | --------------- | --------------------------- | ------------ | ------- | ------------------------------------------------------------------- | --------- | ------------------- | ----------------------------- |
|        | Puig de Gardeny | Nalec Sant Martí de Riucorb | muntanya     |         | 41° 32′ 16″ N, 1° 06′ 34″ E / 41.53766667°N,1.10955°E 569.2 msnm    |           |                     | Modifica les dades a Wikidata |
|        | les Roques      | Nalec                       | muntanya     |         | 41° 32′ 11″ N, 1° 07′ 11″ E / 41.53626111°N,1.11960278°E 572.1 msnm |           |                     | Modifica les dades a Wikidata |

## serra
| imatge | Nom                 | Ubicat a | instància de | Detalls | coordenades                                                  | Protecció | Commons (més fotos) | Dades a WD                    |
| ------ | ------------------- | -------- | ------------ | ------- | ------------------------------------------------------------ | --------- | ------------------- | ----------------------------- |
|        | Serra de Senadelles | Nalec    | serra        |         | 41° 31′ 14″ N, 1° 07′ 35″ E / 41.5206°N,1.12632°E 671.3 msnm |           |                     | Modifica les dades a Wikidata |
|        | la Serra Mitjana    | Nalec    | serra        |         | 41° 32′ 11″ N, 1° 07′ 11″ E / 41.53625556°N,1.119775°E       |           |                     | Modifica les dades a Wikidata |

## Misc
| imatge | Nom                         | Ubicat a                                                                | instància de                                   | Detalls                      | coordenades                                                                                           | Protecció                                            | Commons (més fotos)         | Dades a WD                    |
| ------ | --------------------------- | ----------------------------------------------------------------------- | ---------------------------------------------- | ---------------------------- | --- | ---------------------------------------------------- | --------------------------- | ----------------------------- |
|        | Cal Miró                    | Nalec                                                                   | casa                                           |                              | 41° 33′ 37″ N, 1° 06′ 57″ E / 41.560375°N,1.115702°E                                                  | bé cultural d'interès local                          |                             | Modifica les dades a Wikidata |
|        | Castell de Nalec            | Nalec                                                                   | castell                                        | Estil: arquitectura romànica | 41° 33′ 38″ N, 1° 06′ 52″ E / 41.560486111111°N,1.1145222222222°E 488 msnm                            | bé d'interès cultural bé cultural d'interès nacional | Castell de Nalec            | Modifica les dades a Wikidata |
|        | Escoles Municipals de Nalec | Nalec                                                                   | edifici                                        | Estil: arquitectura popular  | 41° 33′ 36″ N, 1° 06′ 50″ E / 41.559902777778°N,1.1139527777778°E 456 msnm                            | bé cultural d'interès local                          | Escoles Municipals de Nalec | Modifica les dades a Wikidata |
|        | Nalec                       | Nalec                                                                   | entitat singular de població capital municipal | 89 hab                       | 41° 33′ 32″ N, 1° 07′ 02″ E / 41.55897827°N,1.11731021°E 498 msnm                                     |                                                      |                             | Modifica les dades a Wikidata |
|        | Sant Jaume de Nalec         | Nalec                                                                   | església                                       | Estil: arquitectura barroca  | 41° 33′ 36″ N, 1° 06′ 55″ E / 41.560016666667°N,1.1153194444444°E 487 msnm                            | bé integrant del patrimoni cultural català           | Sant Jaume de Nalec         | Modifica les dades a Wikidata |
|        | Torre del Genet             | Nalec                                                                   | masia                                          |                              | 41° 33′ 13″ N, 1° 07′ 42″ E / 41.553532817382°N,1.1283020597797°E                                     |                                                      |                             | Modifica les dades a Wikidata |
|        | casa consistorial de Nalec  | Nalec                                                                   | casa consistorial                              |                              | 41° 33′ 35″ N, 1° 06′ 55″ E / 41.5598567°N,1.1151573°E                                                |                                                      |                             | Modifica les dades a Wikidata |
|        | creu de terme de Nalec      | Nalec                                                                   | creu de terme                                  | Estil: arquitectura barroca  | 41° 33′ 39″ N, 1° 06′ 59″ E / 41.560733333333°N,1.1164944444444°E 461 msnm                            | bé integrant del patrimoni cultural català           | Creu de terme de Nalec      | Modifica les dades a Wikidata |
|        | era del Jep                 | Nalec                                                                   | cabana                                         |                              | 41° 33′ 35″ N, 1° 07′ 11″ E / 41.5597796985979°N,1.11973681167399°E                                   |                                                      |                             | Modifica les dades a Wikidata |
|        | riu Corb                    | Noguera Segrià Conca de Barberà Pla d'Urgell Urgell província de Lleida | curs d'aigua                                   | Desemboca: Segre Llarg: 57km | 41° 40′ 41″ N, 0° 42′ 45″ E / 41.678°N,0.71242°E 41° 32′ 33″ N, 1° 21′ 21″ E / 41.542506°N,1.355713°E |                                                      | Corb River                  | Modifica les dades a Wikidata |